# أكاديمية ساكسون للعلوم
أكاديمية ساكسون للعلوم (بالإنجليزية: Saxon Academy of Sciences) هي أكاديمية علوم، ومعهد بحوث، تأسست في 1 يوليو 1846م، في ألمانيا، وهي عضوة في Union of German Academies of Sciences and Humanities ‏.